# Stefan Babinsky
Stefan Babinsky (Brema, 2 aprile 1996) è uno sciatore alpino austriaco.

## Biografia
Originario di Seckau e attivo in gare FIS dal marzo del 2012, in Coppa Europa Babinsky ha esordito il 15 gennaio 2015 ad Altenmarkt-Zauchensee in discesa libera (65º) e ha colto la sua prima vittoria, nonché primo podio, il 21 dicembre 2018 nella medesima località in supergigante. Ha debuttato in Coppa del Mondo il 1º dicembre 2019 a Lake Louise in supergigante (40º); ai Mondiali di Courchevel/Méribel 2023, sua prima presenza iridata, si è classificato 32º nella discesa libera, 15º nel supergigante e non ha completato la combinata e a quelli di Saalbach-Hinterglemm 2025 si è piazzato 9º nella discesa libera e 6º nel supergigante. Non ha preso parte a rassegne olimpiche.

## Palmarès

### Mondiali juniores
- 1 medaglie:
  - 1 argento (discesa libera a Soči/Roza Chutor 2016)

### Coppa del Mondo
- Miglior piazzamento in classifica generale: 37º nel 2024

### Coppa Europa
- Miglior piazzamento in classifica generale: 8º nel 2019
- 5 podi:
  - 2 vittorie
  - 2 secondi posti
  - 1 terzo posto

#### Coppa Europa - vittorie
| Data             | Località              | Paese    | Specialità |
| ---------------- | --------------------- | -------- | ---------- |
| 21 dicembre 2018 | Altenmarkt-Zauchensee | Austria  | SG         |
| 11 febbraio 2022 | Kvitfjell             | Norvegia | SG         |

Legenda:

SG = supergigante

### Campionati austriaci
- 4 medaglie:
  - 1 oro (supergigante nel 2025)
  - 2 argenti (supergigante nel 2021; discesa libera nel 2023)
  - 1 bronzo (combinata nel 2015)